# Amy Berg
Amy J. Berg (* 13. Oktober 1968 in Los Angeles) ist eine US-amerikanische Regisseurin, Drehbuchautorin und Produzentin. Deliver Us from Evil aus dem Jahre 2006 über die Missbrauchsskandale in der römisch-katholischen Kirche ist ihr wohl bekanntester Film. Sie arbeitete am Film vier Jahre.
Gemeinsam mit dem Produzenten Frank Donner wurde sie 2007 für diesen Film in der Kategorie Bester Dokumentarfilm für den Oscar nominiert. Die Writers Guild of America zeichnet Berg mit dem Documentary Screenplay Award aus.
Berg wuchs in einer jüdischen Familie im San Fernando Valley auf und lebt heute in Santa Monica, Kalifornien.

## Filmografie (Auswahl)
- 2006: Deliver Us from Evil
- 2007: Polarized
- 2012: West of Memphis
- 2014: Every Secret Thing
- 2014: An Open Secret
- 2015: Prophet’’s Prey
- 2015: Janis – Little Girl Blue
- 2020: Warrior Nun (Drehbuch)
- 2025: It’s Never Over, Jeff Buckley